# Fürchte dich nicht
Fürchte dich nicht (No tinguis por) és un motet compost per Johann Sebastian Bach i amb el número de catàleg BWV 228. És un dels motets de Bach per a doble cor, potser el primer d'aquest gènere compost per Bach. Forma part d'una sèrie de motes que «poden ser vistos com una de les composicions més perfectes i hipnòtiques de Bach» segons John Elliot Gardiner, fundador dels English Baroque Soloists.
Atès que no han sobreviscut les fonts originals del treball, els estudiosos han tingut algunes dificultats en la datació de l'obra. La majoria, però, es decanten que el motet es va compondre durant els dies que Bach va romandre a Weimar a causa de les similituds estilístiques entre Fürchte dich nicht i Ich lasse dich nicht (BWV Anh. 159). Altres insisteixen que el treball prové dels dies de Bach a Leipzig. Seria escrit per a un funeral del 1726, encara que no hi ha cap prova real d'aquesta data. L'estil sembla molt anterior en el temps segons el desenvolupament en la composició de Bach.